# Angels Camp (Kalifornia)
Angels Camp város az Amerikai Egyesült Államok Kalifornia államában, Calaveras megyében. Lakosainak száma 3836 fő (2010).

## Népesség
A település népességének változása:

| 2010 | 3 836 |